# Лобэй
Лобэ́й (кит. упр. 萝北, пиньинь Luóběi, буквально: «к северу от горы Толошань») — уезд городского округа Хэган провинции Хэйлунцзян (КНР).

## География
Уезд Лобэй на востоке граничит с уездом Суйбинь, на западе — с районом Дуншань, на северо-западе — с городским округом Ичунь, на юге — с городским округом Цзямусы, на севере — с Российской Федерацией.

## История
Уезд был образован в 1914 году. Так как его правление разместилось севернее горы Толошань, то его и назвали «Лобэй».
В 1932 году в Маньчжурии японцами было создано марионеточное государство Маньчжоу-го, и уезд Лобэй вошёл в состав провинции Саньцзян. В 1939 году в Маньчжоу-го произошло очередное изменение административно-территориального деления, и из части земель уездов Тунъюань и Лобэй был создан уезд Хэли (鹤立县).
По окончании Второй мировой войны правительство Китайской республики осуществило административно-территориальный передел Северо-Востока. В 1947 году провинция Саньцзян была ликвидирована, и уезд Лобэй вошёл в состав провинции Хэцзян. В мае 1949 года провинция Хэцзян была присоединена к провинции Сунцзян. В 1954 году провинция Сунцзян была присоединена к провинции Хэйлунцзян.
В 1985 году уезд Лобэй был подчинён городскому округу Цзямусы. В 1987 году он был переведён в состав городского округа Хэган.

## Административное деление
Городской уезд Лобэй делится на 5 посёлков и 3 волости.
| № | Название       | Название (кит.) | Статус  | Население чел. (2010) | На карте                         |
| - | -------------- | --------------- | ------- | --------------------- | -------------------------------- |
| 1 | Фэнсян (Лобэй) | 凤翔镇          | поселок | 44142                 | 47°34′35″ с. ш. 130°49′35″ в. д. |
| 2 | Туаньцзе       | 团结镇          | поселок | 15456                 | 47°29′03″ с. ш. 130°52′23″ в. д. |
| 3 | Хэбэй          | 鹤北镇          | поселок | 10178                 | 47°33′12″ с. ш. 130°26′53″ в. д. |
| 4 | Чжаосин        | 肇兴镇          | поселок | 9399                  | 47°43′14″ с. ш. 131°20′44″ в. д. |
| 5 | Дунмин         | 东明朝鲜族乡    | волость | 3573                  | 47°34′42″ с. ш. 130°51′03″ в. д. |
| 6 | Миншань        | 名山镇          | поселок | 3493                  | 47°40′33″ с. ш. 131°04′11″ в. д. |
| 7 | Хуаньшань      | 环山乡          | волость | 2941                  | 47°43′27″ с. ш. 130°38′48″ в. д. |
| 8 | Тайпингоу      | 太平沟乡        | волость | 1903                  | 48°07′55″ с. ш. 130°39′34″ в. д. |

## Экономика
Развиты добыча графита (China Minmetals) и солнечная энергетика.